# Jamaica nos Jogos Pan-Americanos de 2011
Jamaica participou dos Jogos Pan-Americanos de 2011, realizados na cidade de Guadalajara, no México.

## Medalhas
| Atleta        | Esporte   | Prova           | Medalha |
| ------------- | --------- | --------------- | ------- |
| Lerone Clarke | Atletismo | 100 m masculino | Ouro    |

## Desempenho

### Atletismo
Masculino
| Atleta        | Prova            | Elim. | Elim.        | Semifinal | Semifinal    | Final       | Final       |
| Atleta        | Prova            | Tempo | Pos.         | Tempo     | Pos.         | Tempo       | Pos.        |
| ------------- | ---------------- | ----- | ------------ | --------- | ------------ | ----------- | ----------- |
| Lerone Clark  | 100 metros rasos | 10.15 | 2º/ 1º bat.5 | 10.17     | 2º/ 1º bat.1 | 10.01       |             |
| Oshane Bailey | 100 metros rasos | 10.41 | 13º/3º bat 1 | DSQ       | DSQ          | Não avançou | Não avançou |

Feminino
| Atleta        | Prova                         | Elim. | Elim. | Semifinal | Semifinal | Final   | Final |
| Atleta        | Prova                         | Tempo | Pos.  | Tempo     | Pos.      | Tempo   | Pos.  |
| ------------- | ----------------------------- | ----- | ----- | --------- | --------- | ------- | ----- |
| Natalie Grant | Arremesso de martelo feminino |       |       |           |           | 57m73cm | 13º   |

### Badminton
| Atleta       | Evento               | 1ª fase                | 2ª fase                        | Oitavas de final                          | Quartas de final       | Semifinais             | Final                  | Pos.        |
| Atleta       | Evento               | Adversário e resultado | Adversário e resultado         | Adversário e resultado                    | Adversário e resultado | Adversário e resultado | Adversário e resultado | Pos.        |
| ------------ | -------------------- | ---------------------- | ------------------------------ | ----------------------------------------- | ---------------------- | ---------------------- | ---------------------- | ----------- |
| Gareth Henry | Individual masculino |                        | GUA Pedro Yang D19-21, 20-22   | Não avançou                               | Não avançou            | Não avançou            | Não avançou            | Não avançou |
| Charles Pyne | Individual masculino |                        | VEN Kisbel Matute V 21-9, 21-9 | PER Rodrigo Pacheco V 21-22, 21-17, 21-10 | BRA Alex Tjong         |                        |                        |             |

Legenda
| Recorde mundial                  | Recorde mundial (World record)               |                       | Recorde africano                      | Recorde africano (African) |                                           | Q | Classificado por posição (Qualified) |
| Recorde dos Jogos Pan-Americanos | Recorde pan-americano (Pan-American record)  | Recorde da América    | Recorde da América (Americas)         | q                          | Classificado por melhor tempo (Qualified) |   |                                      |
| Melhor marca do ano              | Melhor marca do ano (World leading)          | Recorde asiático      | Recorde asiático (Asian)              | DNS                        | Não largou (Did not start)                |   |                                      |
| Recorde nacional                 | Recorde nacional (National record)           | Recorde europeu       | Recorde europeu (European)            | DNF                        | Não terminou (Did not finish)             |   |                                      |
| Recorde pessoal                  | Recorde pessoal do atleta (Personal best)    | Recorde da Oceania    | Recorde da Oceania (Oceania)          | DSQ / DQ                   | Desclassificado (Disqualified)            |   |                                      |
| Recorde da temporada             | Recorde da temporada do atleta (Season best) | Recorde sul-americano | Recorde sul-americano (South America) | NM                         | Sem marca (No mark)                       |   |                                      |